# Get Lucky Tour
Il Get Lucky Tour è stato una tournée del chitarrista e cantautore britannico Mark Knopfler, che ebbe luogo dall'8 aprile 2010 al 31 luglio 2010.

## Formazione
- Mark Knopfler – voce e chitarra
- Richard Bennett – chitarra
- Glenn Worf – basso e contrabbasso
- Guy Fletcher – tastiere e chitarra
- Matt Rollings – tastiere e fisarmonica
- Michael McGoldrick – flauto e uillean pipes
- Tim O'Brien – violino e mandolino (tappa nordamericana)
- John McCusker – fiddle e flauto (tappa europea)
- Danny Cummings – batteria

## Concerti
America del Nord
1. 8 aprile 2010 – Moore Theater, Seattle, Washington,  Stati Uniti (Scaletta 1)
2. 9 aprile 2010 – Queen Elizabeth Theatre, Vancouver, British Columbia,  Canada (Scaletta 2)
3. 10 aprile 2010 – Keller Auditorium, Portland, Oregon,  Stati Uniti (Scaletta 3)
4. 11 aprile 2010 – Hult Center for the Performing Arts, Eugene, Oregon,  Stati Uniti (Scaletta 4)
5. 13 aprile 2010 – Paramount Theater of the Arts, Oakland, California,  Stati Uniti (Scaletta 5)
6. 14 aprile 2010 – Wells Fargo Center for the Arts, Santa Rosa, California,  Stati Uniti (Scaletta 6)
7. 15 aprile 2010 – Pechanga Resort, Temecula, California,  Stati Uniti (Scaletta 7)
8. 16 aprile 2010 – Pantages Theater, Los Angeles, California,  Stati Uniti (Scaletta 8)
9. 17 aprile 2010 – Pantages Theater, Los Angeles, California,  Stati Uniti (Scaletta 9)
10. 18 aprile 2010 – Dodge Theater, Phoenix, Arizona,  Stati Uniti (Scaletta 6)
11. 20 aprile 2010 – Temple Hoyne Buell Theatre, Denver, Colorado,  Stati Uniti (Scaletta 7)
12. 21 aprile 2010 – Midland Theatre, Kansas City, Missouri,  Stati Uniti (Scaletta 10)
13. 22 aprile 2010 – Fox Theatre, St Louis, Missouri,  Stati Uniti (Scaletta 7)
14. 23 aprile 2010 – Chicago Theatre, Chicago, Illinois,  Stati Uniti (Scaletta 11)
15. 24 aprile 2010 – Riverside Theater, Milwaukee, Wisconsin,  Stati Uniti (Scaletta 12)
16. 25 aprile 2010 – State Theater, Minneapolis, Minnesota,  Stati Uniti (Scaletta 13)
17. 27 aprile 2010 – Michigan Theater, Ann Arbor, Minnesota,  Stati Uniti (Scaletta 12)
18. 28 aprile 2010 – University of Buffalo Center for the Arts, Buffalo, New York,  Stati Uniti (Scaletta 12)
19. 29 aprile 2010 – Massey Hall, Toronto, Ontario,  Canada (Scaletta 12)
20. 30 aprile 2010 – Salle Wilfrid-Pelletier Place des Arts, Montréal, Quebec,  Canada (Scaletta 14)
21. 1º maggio 2010 – MGM Grand at Foxwoods, Mashantucket, Connecticut,  Stati Uniti (Scaletta 12)
22. 2 maggio 2010 – Warner Theater, Washington, DC,  Stati Uniti (Scaletta 12)
23. 4 maggio 2010 – Orpheum Theatre, Boston, Massachusetts,  Stati Uniti (Scaletta 12)
24. 5 maggio 2010 – Count Basie Theatre, Red Bank, New Jersey,  Stati Uniti (Scaletta 12)
25. 6 maggio 2010 – United Palace Theater, New York, New York,  Stati Uniti (Scaletta 12)
26. 7 maggio 2010 – Tower Theater, Upper Darby, Pennsylvania,  Stati Uniti (Scaletta 15)
27. 8 maggio 2010 – Caesars Circus Maximus, Atlantic City, New Jersey,  Stati Uniti (Scaletta 16)
28. 9 maggio 2010 – Palace Theatre, Albany, New York,  Stati Uniti (Scaletta 15)

Europa
1. 19 maggio 2010 – The O2, Dublino,  Irlanda (Scaletta 17)
2. 20 maggio 2010 – Odyssey Arena, Belfast,  Regno Unito (Scaletta 17)
3. 21 maggio 2010 – Glasgow SECC, Glasgow,  Regno Unito (Scaletta 18)
4. 22 maggio 2010 – Metroradio Arena, Newcastle upon Tyne,  Regno Unito (Scaletta 18)
5. 23 maggio 2010 – LG Arena, Birmingham,  Regno Unito (Scaletta 17)
6. 25 maggio 2010 – MEN Arena, Manchester,  Regno Unito (Scaletta 19)
7. 26 maggio 2010 – Cardiff International Arena, Cardiff,  Regno Unito (Scaletta 20)
8. 27 maggio 2010 – Brighton Centre, Brighton,  Regno Unito (Scaletta 21)
9. 28 maggio 2010 – BIC, Windsor Hall, Bournemouth,  Regno Unito (Scaletta 21)
10. 30 maggio 2010 – Royal Albert Hall, Londra,  Regno Unito (Scaletta 20)
11. 31 maggio 2010 – Royal Albert Hall, Londra,  Regno Unito (Scaletta 19)
12. 1º giugno 2010 – Royal Albert Hall, Londra,  Regno Unito (Scaletta 20)
13. 2 giugno 2010 – Royal Albert Hall, Londra,  Regno Unito (Scaletta 20)
14. 3 giugno 2010 – Royal Albert Hall, Londra,  Regno Unito (Scaletta 19)
15. 4 giugno 2010 – Royal Albert Hall, Londra,  Regno Unito (Scaletta 20)
16. 6 giugno 2010 – Lotto Arena, Anversa,  Belgio (Scaletta 22)
17. 7 giugno 2010 – Festhalle, Francoforte sul Meno,  Germania (Scaletta 23)
18. 8 giugno 2010 – Rockhal, Lussemburgo,  Lussemburgo (Scaletta 24)
19. 9 giugno 2010 – Palais Omnisport Paris Bercy, Parigi,  Francia (Scaletta 25)
20. 11 giugno 2010 – Under Broen, Middelfart,  Danimarca (Scaletta 26)
21. 12 giugno 2010 – Sofiero Castle, Helsingborg,  Svezia (Scaletta 27)
22. 13 giugno 2010 – Norwegian Wood Festival, Oslo,  Norvegia (Scaletta 27)
23. 14 giugno 2010 – Vestlandhallen, Bergen,  Norvegia (Scaletta 28)
24. 16 giugno 2010 – O2 World, Amburgo,  Germania (Scaletta 29)
25. 17 giugno 2010 – TUI Arena, Hannover,  Germania (Scaletta 29)
26. 18 giugno 2010 – O2 World, Berlino,  Germania (Scaletta 29)
27. 19 giugno 2010 – Arena Leipzig, Lipsia,  Germania (Scaletta 30)
28. 20 giugno 2010 – Lanxess Arena, Colonia,  Germania (Scaletta 30)
29. 22 giugno 2010 – König-Pilsener Arena, Oberhausen,  Germania (Scaletta 29)
30. 23 giugno 2010 – SAP Arena, Mannheim,  Germania (Scaletta 29)
31. 24 giugno 2010 – Schleyerhalle, Stoccarda,  Germania (Scaletta 29)
32. 25 giugno 2010 – Königsplatz, Monaco di Baviera,  Germania (Scaletta 31)
33. 26 giugno 2010 – O2 Arena, Praga,  Rep. Ceca (Scaletta 29)
34. 28 giugno 2010 – Heineken Music Hall, Amsterdam,  Paesi Bassi (Scaletta 32)
35. 29 giugno 2010 – Heineken Music Hall, Amsterdam,  Paesi Bassi (Scaletta 30)
36. 30 giugno 2010 – Heineken Music Hall, Amsterdam,  Paesi Bassi (Scaletta 33)
37. 2 luglio 2010 – Hala Stulecia, Breslavia,  Polonia (Scaletta 34)
38. 3 luglio 2010 – Stadthalle, Vienna,  Austria (Scaletta 35)
39. 4 luglio 2010 – Papp Laszlo Budapest Sportarena, Budapest,  Ungheria (Scaletta 34)
40. 9 luglio 2010 – Anfiteatro Camerini, Padova,  Italia (Scaletta 36)
41. 10 luglio 2010 – Piazza Napoleone (Lucca Summer Festival), Lucca,  Italia (Scaletta 37)
42. 12 luglio 2010 – Arena Santa Giuliana, Perugia,  Italia (Scaletta 38)
43. 13 luglio 2010 – Cavea Auditorium, Roma,  Italia (Scaletta 34)
44. 14 luglio 2010 – Arena Civica, Milano,  Italia (Scaletta 34)
45. 15 luglio 2010 – Auditorium Stravinski, Montreux Jazz Festival, Montreux,  Svizzera (Scaletta 34)
46. 16 luglio 2010 – Piazza Grande, Moon & Stars Festival, Locarno,  Svizzera (Scaletta 39)
47. 17 luglio 2010 – Feste Marienberg, Würtzburg,  Germania (Scaletta 40)
48. 19 luglio 2010 – Salle des Étoiles, Monte Carlo,  Monaco (Scaletta 41)
49. 20 luglio 2010 – Salle des Étoiles, Monte Carlo,  Monaco (Scaletta 41)
50. 21 luglio 2010 – Théâtres Romains de Fourvière, Lione,  Francia (Scaletta 39)
51. 22 luglio 2010 – Les Arènes de Nîmes, Place des Arènes, Nîmes,  Francia (Scaletta 42)
52. 23 luglio 2010 – Palau Olimpic de Badalona, Barcellona,  Spagna (Scaletta 42)
53. 24 luglio 2010 – Plaza de Toros, Murcia,  Spagna (Scaletta 42)
54. 25 luglio 2010 – Plaza de Toros de Córdoba, Festival de la Guitara, Cordova,  Spagna (Scaletta 43)
55. 27 luglio 2010 – Campo Pequeno, Lisbona,  Portogallo (Scaletta 43)
56. 28 luglio 2010 – Multiusos Fontes do Sar, Santiago,  Spagna (Scaletta 43)
57. 29 luglio 2010 – Plaza de Toros de Las Ventas, Madrid,  Spagna (Scaletta 42)
58. 30 luglio 2010 – Plaza de Toros Vista Alegre, Bilbao,  Spagna (Scaletta 43)
59. 31 luglio 2010 – Festival Musicos en la Naturaleza, Ávila,  Spagna (Scaletta 43)

## Scalette
- Scaletta 1: Border Reiver, What It Is, Sailing to Philadelphia, Coyote, Cleaning My Gun, Hill Farmer's Blues, Romeo and Juliet, Sultans of Swing, Marbletown, Prairie Wedding, Remembrance Day, Speedway at Nazareth, Telegraph Road, Brothers in Arms, Our Shangri-La, Going Home: Theme of the Local Hero, Piper to the End

- Scaletta 2: Border Reiver, What It Is, Sailing to Philadelphia, Coyote, Cleaning My Gun, Hill Farmer's Blues, Romeo and Juliet, Sultans of Swing, Marbletown, A Night in Summer Long Ago, Done with Bonaparte, Remembrance Day, Speedway at Nazareth, Telegraph Road, Brothers in Arms, Our Shangri-La, Going Home: Theme of the Local Hero, Piper to the End

- Scaletta 3: Border Reiver, Why Aye Man, What It Is, Sailing to Philadelphia, Coyote, Remembrance Day, Hill Farmer's Blues, Romeo and Juliet, Sultans of Swing, Get Lucky, Marbletown, Speedway at Nazareth, Telegraph Road, Brothers in Arms, Our Shangri-La, Piper to the End

- Scaletta 4: Border Reiver, Why Aye Man, What It Is, Sailing to Philadelphia, Coyote, Remembrance Day, Hill Farmer's Blues, Romeo and Juliet, Sultans of Swing, Donegan's Gone, Get Lucky, Marbletown, Speedway at Nazareth, Telegraph Road, Brothers in Arms, Our Shangri-La, Piper to the End

- Scaletta 5: Border Reiver, Why Aye Man, What It Is, Sailing to Philadelphia, Coyote, Remembrance Day, Hill Farmer's Blues, Romeo and Juliet, Sultans of Swing, Donegan's Gone, Get Lucky, Marbletown, Speedway at Nazareth, Telegraph Road, So Far Away, Brothers in Arms, Piper to the End

- Scaletta 6: Border Reiver, Why Aye Man, What It Is, Sailing to Philadelphia, Coyote, Prairie Wedding, Hill Farmer's Blues, Romeo and Juliet, Sultans of Swing, Donegan's Gone, Get Lucky, Marbletown, Speedway at Nazareth, Telegraph Road, Brothers in Arms, So Far Away, Piper to the End

- Scaletta 7: Border Reiver, Why Aye Man, What It Is, Sailing to Philadelphia, Cleaning My Gun, Prairie Wedding, Hill Farmer's Blues, Romeo and Juliet, Sultans of Swing, Donegan's Gone, Get Lucky, Marbletown, Speedway at Nazareth, Telegraph Road, Brothers in Arms, So Far Away, Piper to the End

- Scaletta 8: Border Reiver, Why Aye Man, What It Is, Sailing to Philadelphia, Coyote, Prairie Wedding, Hill Farmer's Blues, Romeo and Juliet, Sultans of Swing, Donegan's Gone, Get Lucky, Marbletown, Speedway at Nazareth, Telegraph Road, Brothers in Arms, Our Shangri-La, So Far Away, Piper to the End

- Scaletta 9: Border Reiver, Why Aye Man, What It Is, Sailing to Philadelphia, Cleaning My Gun, Prairie Wedding, Hill Farmer's Blues, Romeo and Juliet, Sultans of Swing, A Night In Summer Long Ago, Donegan's Gone, Done with Bonaparte, Marbletown, Speedway at Nazareth, Telegraph Road, Brothers in Arms, Our Shangri-La, So Far Away, Piper to the End

- Scaletta 10: Border Reiver, Why Aye Man, What It Is, Sailing to Philadelphia, Coyote, Prairie Wedding, Hill Farmer's Blues, Romeo and Juliet, Sultans of Swing, Donegan's Gone, Get Lucky, Marbletown, Speedway at Nazareth, Telegraph Road, Brothers in Arms, So Far Away, Piper to the End

- Scaletta 11: Border Reiver, What It Is, Sailing to Philadelphia, Cleaning My Gun, Prairie Wedding, Hill Farmer's Blues, Romeo and Juliet, Sultans of Swing, Donegan's Gone, Get Lucky, Marbletown, Speedway at Nazareth, Telegraph Road, Brothers in Arms, So Far Away, Piper to the End

- Scaletta 12: Border Reiver, What It Is, Sailing to Philadelphia, Coyote, Prairie Wedding, Hill Farmer's Blues, Romeo and Juliet, Sultans of Swing, Donegan's Gone, Get Lucky, Marbletown, Speedway at Nazareth, Telegraph Road, Brothers in Arms, So Far Away, Piper to the End

- Scaletta 13: Border Reiver, What It Is, Sailing to Philadelphia, Cleaning My Gun, Prairie Wedding, Hill Farmer's Blues, Romeo and Juliet, Sultans of Swing, Donegan's Gone, Get Lucky, Marbletown, Speedway at Nazareth, Telegraph Road, Brothers in Arms, So Far Away, Piper to the End

- Scaletta 14: Border Reiver, What It Is, Sailing to Philadelphia, Coyote, Prairie Wedding, Hill Farmer's Blues, Romeo and Juliet, Sultans of Swing, Done with Bonaparte, Get Lucky, Marbletown, Speedway at Nazareth, Telegraph Road, Brothers in Arms, So Far Away, Piper to the End

- Scaletta 15: Border Reiver, What It Is, Sailing to Philadelphia, Coyote, Prairie Wedding, Hill Farmer's Blues, Romeo and Juliet, Sultans of Swing, Donegan's Gone, Marbletown, Speedway at Nazareth, Telegraph Road, Brothers in Arms, So Far Away, Piper to the End

- Scaletta 16: Border Reiver, What It Is, Sailing to Philadelphia, Prairie Wedding, Hill Farmer's Blues, Romeo and Juliet, Sultans of Swing, Donegan's Gone, Get Lucky, Marbletown, Speedway at Nazareth, Telegraph Road, Brothers in Arms, So Far Away, Piper to the End

- Scaletta 17: Border Reiver, What It Is, Sailing to Philadelphia, Cleaning My Gun, Prairie Wedding, Hill Farmer's Blues, Romeo and Juliet, Sultans of Swing, Donegan's Gone, Done with Bonaparte, Marbletown, Speedway at Nazareth, Telegraph Road, Brothers in Arms, So Far Away, Piper to the End

- Scaletta 18: Border Reiver, What It Is, Sailing to Philadelphia, Coyote, Prairie Wedding, Hill Farmer's Blues, Romeo and Juliet, Sultans of Swing, Donegan's Gone, Done with Bonaparte, Marbletown, Speedway at Nazareth, Telegraph Road, Brothers in Arms, So Far Away, Wild Theme, Piper to the End

- Scaletta 19: Border Reiver, What It Is, Sailing to Philadelphia, Coyote, Prairie Wedding, Hill Farmer's Blues, Romeo and Juliet, Sultans of Swing, Done with Bonaparte, Get Lucky, Marbletown, Speedway at Nazareth, Telegraph Road, Brothers in Arms, So Far Away, Piper to the End

- Scaletta 20: Border Reiver, What It Is, Sailing to Philadelphia, Coyote, Prairie Wedding, Hill Farmer's Blues, Romeo and Juliet, Sultans Of Swing, Done with Bonaparte, Monteleone, Marbletown, Speedway at Nazareth, Telegraph Road, Brothers in Arms, So Far Away, Piper to the End

- Scaletta 21: Border Reiver, What It Is, Sailing to Philadelphia, Coyote, Prairie Wedding, Hill Farmer's Blues, Romeo and Juliet, Sultans of Swing, Done with Bonaparte, Monteleone, Donegan's Gone, Speedway At Nazareth, Telegraph Road, Brothers in Arms, So Far Away, Piper to the End

- Scaletta 22: Border Reiver, Why Aye Man, What It Is, Sailing to Philadelphia, Cleaning My Gun, Hill Farmer's Blues, Romeo and Juliet, Sultans of Swing, Done with Bonaparte, Marbletown, Speedway at Nazareth, Telegraph Road, Brothers in Arms, So Far Away, Piper to the End

- Scaletta 23: Border Reiver, What It Is, Sailing to Philadelphia, Coyote, Hill Farmer's Blues, Prairie Wedding, Romeo and Juliet, Sultans of Swing, Done with Bonaparte, Marbletown, Get Lucky, Speedway at Nazareth, Telegraph Road, Brothers in Arms, So Far Away, Piper to the End

- Scaletta 24: Border Reiver, Why Aye Man, What It Is, Sailing to Philadelphia, Cleaning My Gun, Hill Farmer's Blues, Romeo and Juliet, Sultans of Swing, Done with Bonaparte, Marbletown, Donegan's Gone, Speedway at Nazareth, Telegraph Road, Brothers in Arms, So Far Away, Piper to the End

- Scaletta 25: Border Reiver, What It Is, Sailing to Philadelphia, Coyote, Hill Farmer's Blues, Prairie Wedding, Romeo and Juliet, Sultans of Swing, Done with Bonaparte, A Night In Summer Long Ago, Marbletown, Speedway at Nazareth, Telegraph Road, Brothers in Arms, So Far Away, Piper to the End

- Scaletta 26: Border Reiver, Why Aye Man, What It Is, Coyote, Hill Farmer's Blues, Romeo and Juliet, Sultans of Swing, Done with Bonaparte, Marbletown, Speedway at Nazareth, Telegraph Road, Brothers in Arms, So Far Away, Piper to the End

- Scaletta 27: Border Reiver, Why Aye Man, What It Is, Sailing to Philadelphia, Coyote, Hill Farmer's Blues, Romeo and Juliet, Sultans of Swing, Done with Bonaparte, Marbletown, Speedway at Nazareth, Telegraph Road, Brothers in Arms, So Far Away, Piper to the End

- Scaletta 28: Border Reiver, What It Is, Sailing To Phaldelphia, Coyote, Hill Farmer's Blues, Romeo and Juliet, Sultans of Swing, Done with Bonaparte, Marbletown, Donegan's Gone, Speedway at Nazareth, Telegraph Road, Brothers in Arms, So Far Away, Piper to the End

- Scaletta 29: Border Reiver, What It Is, Sailing to Philadelphia, Coyote, Prairie Wedding, Hill Farmer's Blues, Romeo and Juliet, Sultans of Swing, Done with Bonaparte, Marbletown, Get Lucky, Speedway at Nazareth, Telegraph Road, Brothers in Arms, So Far Away, Piper to the End

- Scaletta 30: Border Reiver, What It Is, Sailing to Philadelphia, Coyote, Prairie Wedding, Hill Farmer's Blues, Romeo and Juliet, Sultans of Swing, Done with Bonaparte, Marbletown, The Fish And The Bird, Speedway at Nazareth, Telegraph Road, Brothers in Arms, So Far Away, Piper to the End

- Scaletta 31: Border Reiver, Why Aye Man, What It is, Sailing to Philadelphia, Coyote, Hill Farmer's Blues, Romeo and Juliet, Sultans of Swing, Done with Bonaparte, Marbletown, Get Lucky, Speedway at Nazareth, Telegraph Road, Brothers in Arms, So Far Away, Piper to the End

- Scaletta 32: Border Reiver, What It Is, Sailing to Philadelphia, Coyote, Prairie Wedding, Hill Farmer's Blues, Romeo and Juliet, Sultans of Swing, Done with Bonaparte, Marbletown, Donegan's Gone, Speedway at Nazareth, Telegraph Road, Brothers in Arms, So Far Away, Piper to the End

- Scaletta 33: Border Reiver, What It Is, Sailing to Philadelphia, Coyote, Prairie Wedding, Hill Farmer's Blues, Romeo and Juliet, Sultans of Swing, Done with Bonaparte, The Fish And The Bird, Marbletown, Speedway at Nazareth, Telegraph Road, Brothers in Arms, So Far Away, Piper to the End

- Scaletta 34: Border Reiver, What It Is, Sailing to Philadelphia, Coyote, Prairie Wedding, Hill Farmer's Blues, Romeo and Juliet, Sultans of Swing, Done with Bonaparte, Marbletown, Speedway at Nazareth, Telegraph Road, Brothers in Arms, So Far Away, Piper to the End

- Scaletta 35: Border Reiver, What It Is, Sailing to Philadelphia, Prairie Wedding, Coyote, Hill Farmer's Blues, Romeo and Juliet, Sultans of Swing, Done with Bonaparte, Marbletown, Get Lucky, Speedway at Nazareth, Telegraph Road, Brothers in Arms, So Far Away, Piper to the End

- Scaletta 36: Border Reiver, What It Is, Sailing to Philadelphia, Coyote, Prairie Wedding, Hill Farmer's Blues, Romeo and Juliet, Sultans of Swing, Done with Bonaparte, Marbletown, Monteleone, Speedway at Nazareth, Telegraph Road, Brothers in Arms, So Far Away, Piper to the End

- Scaletta 37: Border Reiver, What It Is, Coyote, Hill Farmer's Blues, Romeo and Juliet, Sultans of Swing, Done with Bonaparte, Marbletown, Speedway at Nazareth, Telegraph Road, Brothers in Arms, So Far Away, Piper to the End

- Scaletta 38: Border Reiver, What It Is, Sailing to Philadelphia, Coyote, Hill Farmer's Blues, Romeo and Juliet, Sultans of Swing, Done with Bonaparte, Marbletown, Speedway at Nazareth, Telegraph Road, Brothers in Arms, So Far Away, Piper to the End

- Scaletta 39: Border Reiver, What It Is, Sailing to Philadelphia, Coyote, Hill Farmer's Blues, Romeo and Juliet, Sultans of Swing, Done with Bonaparte, Marbletown, Speedway at Nazareth, Telegraph Road, Brothers in Arms, So Far Away, Piper to the End

- Scaletta 40: Border Reiver, What It Is, Why Aye Man, Sailing to Philadelphia, Coyote, Hill Farmer's Blues, Romeo and Juliet, Sultans of Swing, Done with Bonaparte, Marbletown, Speedway at Nazareth, Telegraph Road, Brothers in Arms, So Far Away, Piper to the End

- Scaletta 41: Border Reiver, What It Is, Sailing to Philadelphia, Romeo and Juliet, Sultans of Swing, Marbletown, Speedway at Nazareth, Telegraph Road, Brothers in Arms, So Far Away, Piper to the End

- Scaletta 42: Border Reiver, What It Is, Sailing to Philadelphia, Prairie Wedding, Hill Farmer's Blues, Romeo and Juliet, Sultans of Swing, Done with Bonaparte, Marbletown, Speedway at Nazareth, Telegraph Road, Brothers in Arms, So Far Away, Piper to the End

- Scaletta 43: Border Reiver, What It Is, Sailing to Philadelphia, Coyote, Hill Farmer's Blues, Romeo and Juliet, Sultans of Swing, Done with Bonaparte, Marbletown, Speedway at Nazareth, Telegraph Road, Brothers in Arms, So Far Away, Piper to the End